# テオドシウス・ドブジャンスキー

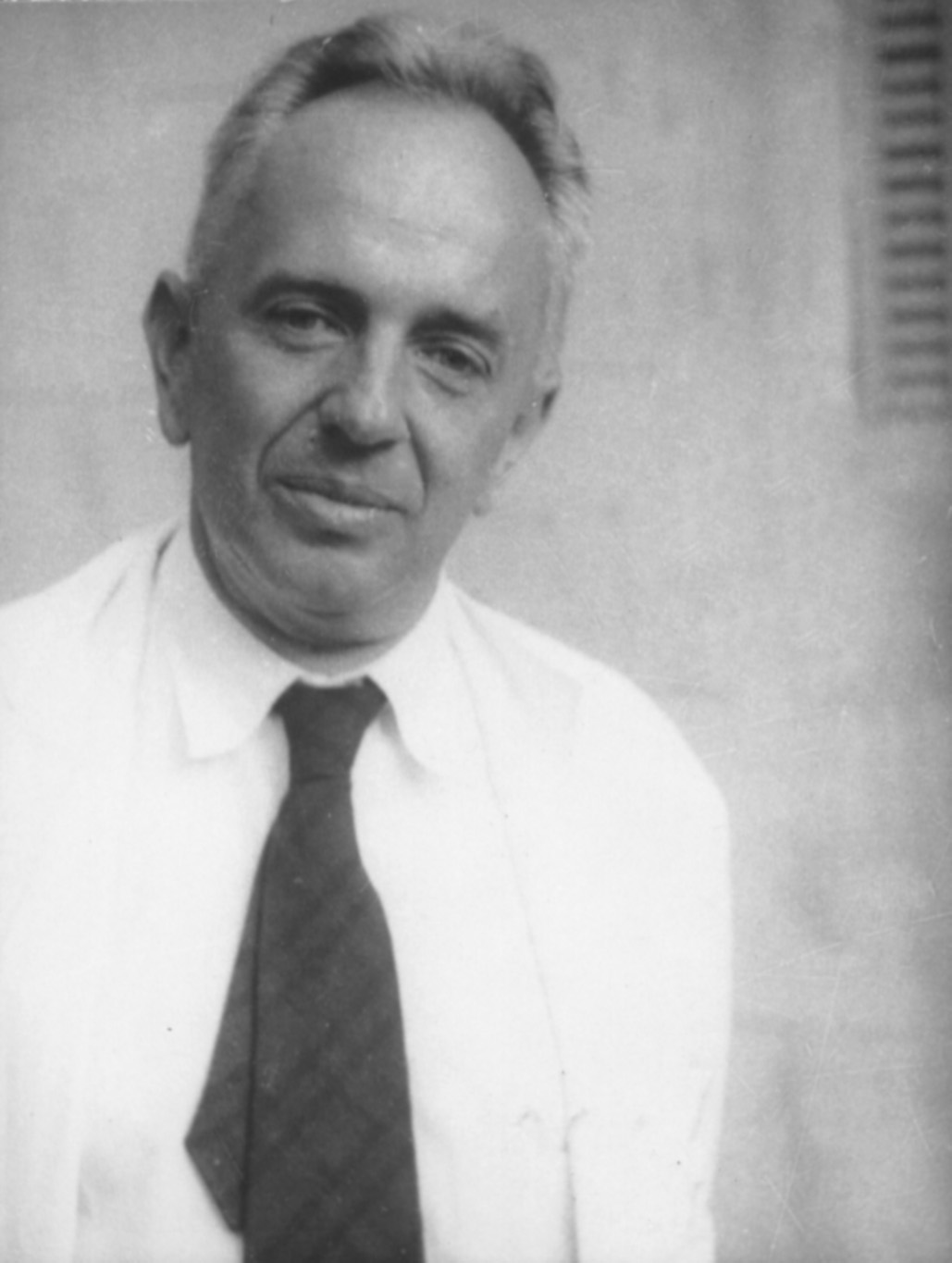
テオドシウス・ドブジャンスキー (1943)

テオドシウス・ドブジャンスキー（Theodosius Grygorovych Dobzhansky, Теодосій Григорович Добжанський; 1900年1月25日 - 1975年12月18日）は、ネオダーウィニズムの発展に中心的貢献をした遺伝学・進化生物学者である。帝政ロシア時代のウクライナ出身だが、1927年にアメリカ合衆国に移住し、1937年に帰化した。

## 経歴

### 若年時代
1900年1月25日ウクライナのNemyrivで、数学教師の父グリゴリー・ドブジャンスキーと、母Sophia Voinarskyとの間に生まれた一人っ子である。一家は1910年にキエフに移った。高校時代に蝶の蒐集に興じ､生物学者になることを決意する。1915年、Victor Luchnikに出会ったことで甲虫を専門にするようになる。1917年から1921年までキエフ大学に在籍し、そのまま1924年まで通う。その後、キイロショウジョウバエの研究室を立ち上げたレニングラードのYuri Filipchenkoに師事した。
1924年8月8日、キエフのイワン・シュマールハウゼンの所で研究していた遺伝学者Natalia "Natasha" Sivertzevaと結婚する。彼女との間にはソフィという一人娘があり、のちに人類学者のマイケル・コウに嫁いだ。
この頃はウクライナやロシア帝国は社会的大激動期にあった。第一次大戦のあと、ロシア革命と内戦が相次いで起こり、ソビエト連邦の構成国であるウクライナ社会主義ソビエト共和国が成立した。

### アメリカ時代
ドブジャンスキーは1927年にロックフェラー財団からの奨学金を得てアメリカ合衆国に移住し、12月27日にニューヨークに到着した。キイロショウジョウバエを遺伝学の実験に用いた先駆者であるコロンビア大学のトーマス・ハント・モーガンのもとで研究した。1930年から1940年にかけては、モーガンがカリフォルニア工科大学へ移ったのについていった。ドブジャンスキーはショウジョウバエを実験室から出てフィールドでの研究対象として用い、地域内での変種が他地域のハエよりも遺伝的に似通っていることを発見した点で評価されている。
1937年、進化生物学を遺伝学と統合させる「ネオダーウィニズム」の代表的著作の1つである、"Genetics and the Origin of Species"（訳題『遺伝学と種の起原』）を出版し、とくに進化を「遺伝子プール中での対立遺伝子頻度の変化」と定義した。同年、アメリカ合衆国に帰化。この頃、ショウジョウバエ研究の仲間であったアルフレッド・スタートヴァントと教授の地位をめぐって公然と喧嘩をしていた。
1940年から1962年まではコロンビア大学に戻った。1950年のユネスコ宣言"The Race Question"の署名者の一人である。その後は1971年に引退するまでロックフェラー研究所（すぐにロックフェラー大学になった）に移った。

### 晩年
1968年6月1日、リンパ性白血病に冒されていることが判明する。これはやや穏やかな白血病であり、たいてい数ヶ月から数年の余命となる。妻のナターシャは1969年2月22日に冠状動脈血栓症で亡くなった。1971年に引退したが名誉教授として研究を続け、カリフォルニア大学デービス校に移りそこで弟子のフランシスコ・J・アヤラを准教授とした。
その間に、彼は研究をつづけ、有名なエッセイ"Nothing in Biology Makes Sense Except in the Light of Evolution"を発表した。ダーウィニズムの忠実な擁護者であるドブジャンスキーは、アヤラによれば「信仰の篤い人」であった。ドブジャンスキー本人は神は進化を通じて創造を成したと言い、自身を正教会の信者だと考えていた。
1975年の夏になると白血病は悪化し、11月11日サン・ハシント(San Jacinto)に旅行してその地で12月18日に心不全で亡くなった。彼は火葬され遺灰はカルフォルニア州の荒野に撒かれた。

## 受賞歴
- アメリカ国家科学賞（1964年）
- フランクリン・メダル（1973年）

## 主な著作

### 成書
- Dobzhansky, Th. 1937. Genetics and the Origin of Species. Columbia University Press, New York. (2nd ed., 1941; 3rd ed., 1951)『遺伝学と種の起原』駒井卓・高橋隆平訳、培風館、1953年。
- The Biological Basis of Human Freedom (1954).
- Dunn, L. C., & Dobzhansky, Th. 1946.  Heredity, Race, and Society.  The New American Library of World Literature, Inc., New York.『遺伝・人種・社会』渡辺晧訳、創言社、1987年。
- Dobzhansky, Th. 1955. Evolution, Genetics, & Man. Wiley & Sons, New York.『遺伝と人間』杉野義信・杉野奈保野訳、岩波書店、1973年。
- Dobzhansky, Th. 1962. Mankind Evolving. Yale University Press, New Haven, Connecticut.
- Dobzhansky, Th. 1967. The Biology of Ultimate Concern. New American Library, New York.
- Dobzhansky, Th. 1970. Genetics of the Evolutionary Process. Columbia University Press, New York.
- Genetic Diversity and Human Equality (1973).
- Dobzhansky, Th., F.J. Ayala, G.L. Stebbins & J.W. Valentine. 1977. Evolution. W.H. Freeman, San Francisco.
- Dobzhansky, Th. 1981. Dobzhansky's Genetics of Natural Populations I-XLIII. R.C. Lewontin, J.A. Moore, W.B. Provine & B. Wallace, eds. Columbia University Press, New York. (reprints the 43 papers in this series, all but two of which were authored or co-authored by Dobzhansky)

### 論文
- Dobzhansky, Th. 1973. "Nothing in Biology Makes Sense Except in the Light of Evolution" The American Biology Teacher 35: (March): 125-129.
- Dobzhansky, T., and O. Pavlovsky. 1957. "An experimental study of interaction between genetic drift and natural selection" Evolution 11: 311-319.